# Bondi (Nouvelle-Galles du Sud)
Pour les articles homonymes, voir Bondi.

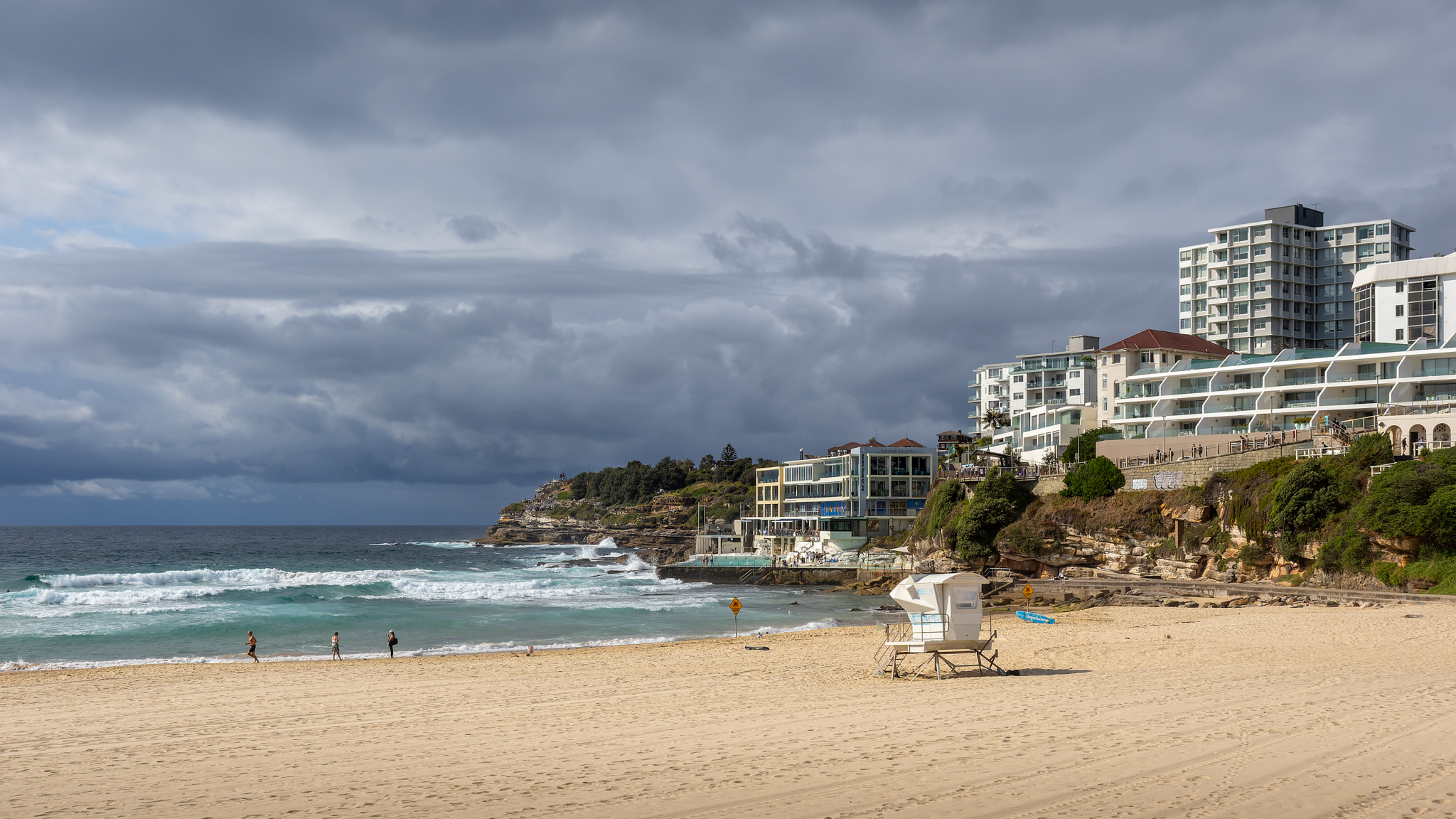
Bondi et sa plage du côté des Icebergs.

Bondi (/ˈbɒndaɪ/) est un quartier de la banlieue est de Sydney, situé dans l'État de Nouvelle-Galles du Sud en Australie. Il fait partie de la zone d'administration locale de Waverley.

## Géographie
Bondi est située à 7 km à l'est du quartier central des affaires de Sydney. Il s'agit d'un quartier à vocation résidentielle, principalement de moyenne et haute densité, traversé par la Bondi Road, où se trouve la zone commerçante. Bondi situé entre Bondi Junction à l'ouest, à vocation administrative et commerciale, et Bondi Beach au nord-est, connu pour sa plage renommée. Tamarama (en), Bronte et Waverley sont au sud de Bondi.

## Histoire
Le nom Bondi serait une corruption du mot aborigène boondi, c'est-à-dire eau qui se brise sur les rochers,. Il a été orthographié de différentes manières au fil du temps, comme par exemple Boondi, Bundi ou Bundye. L'orthographe actuelle a été acceptée en 1827.
En 1809, toute la région de Bondi fait partie d'un Land grant (concession de terre) de 0,81 kilomètres carrés (200 acres) accordé au constructeur de routes William Roberts. En 1851, Edward Smith Hall (en), l'éditeur du Sydney Monitor, achète le terrain pour 200 £.
Dans les années 1880, Malcolm Campbell construit Scarba, une maison à l'italienne de deux étages située sur la rue Wellington. Elle est devenue plus tard la résidence d'A.M. Loewenthal, échevin du conseil local. Elle a été achetée par le gouvernement de la Nouvelle-Galles du Sud juste avant la Première Guerre mondiale, puis acquise par la Benevolent Society of New South Wales (en), qui l'a transformé en un foyer de protection de l'enfance connu sous le nom de Scarba House. Cela a duré ainsi jusqu'en 1986, après quoi Scarba House est devenue une partie du Bondi Centre, qui comprenait un village de retraite et divers autres services sociaux. Cette maison est inscrite au registre du patrimoine du gouvernement local. Il s'agit désormais d'une résidence au sein d'un vaste ensemble d'appartements sur Ocean Street et Wellington Street.
L'école publique de Bondi, située dans la rue Wellington, a été construite en 1883. Elle est également inscrite au registre du patrimoine du gouvernement local. Avant cela, l'école était située à l'église St Matthews sur Ocean Street, qui est maintenant l'un des sites de l'église anglicane de Bondi.
Historiquement, les attractions de la région étaient la plage de Bondi et le centre commercial de Bondi Junction (appelé localement « The Junction »). Le Bondi s'est développé comme une zone principalement résidentielle entre The Junction et la plage, avec une rue commerçante le long de Bondi Road. Les styles de construction sont variés, avec des exemples de la période victorienne (1840-1890), de la Fédération (1890-1915), de l'entre-deux-guerres (en) (1915-1940) et contemporaine. Les terrasses des magasins victoriens alternent avec les magasins de la Fédération le long de Bondi Road.
Par ailleurs, il existe un certain nombre de groupes communautaires actifs à Bondi. L'église anglicane de Bondi est l'une des églises locales et possède trois sites : à Bondi Junction, Bondi et Bondi Beach. La Wayside Chapel est une autre église en activité à Bondi Beach.
Enfin, le Waverley Rugby Club a été fondé en 1971. C'est le club local de rugby à XV, situé à Bondi. Depuis sa fondation, « Waverley » a remporté à quatre reprises le championnat de première division, deux fois celui de deuxième division, et une fois celui de troisième division.

## Galerie

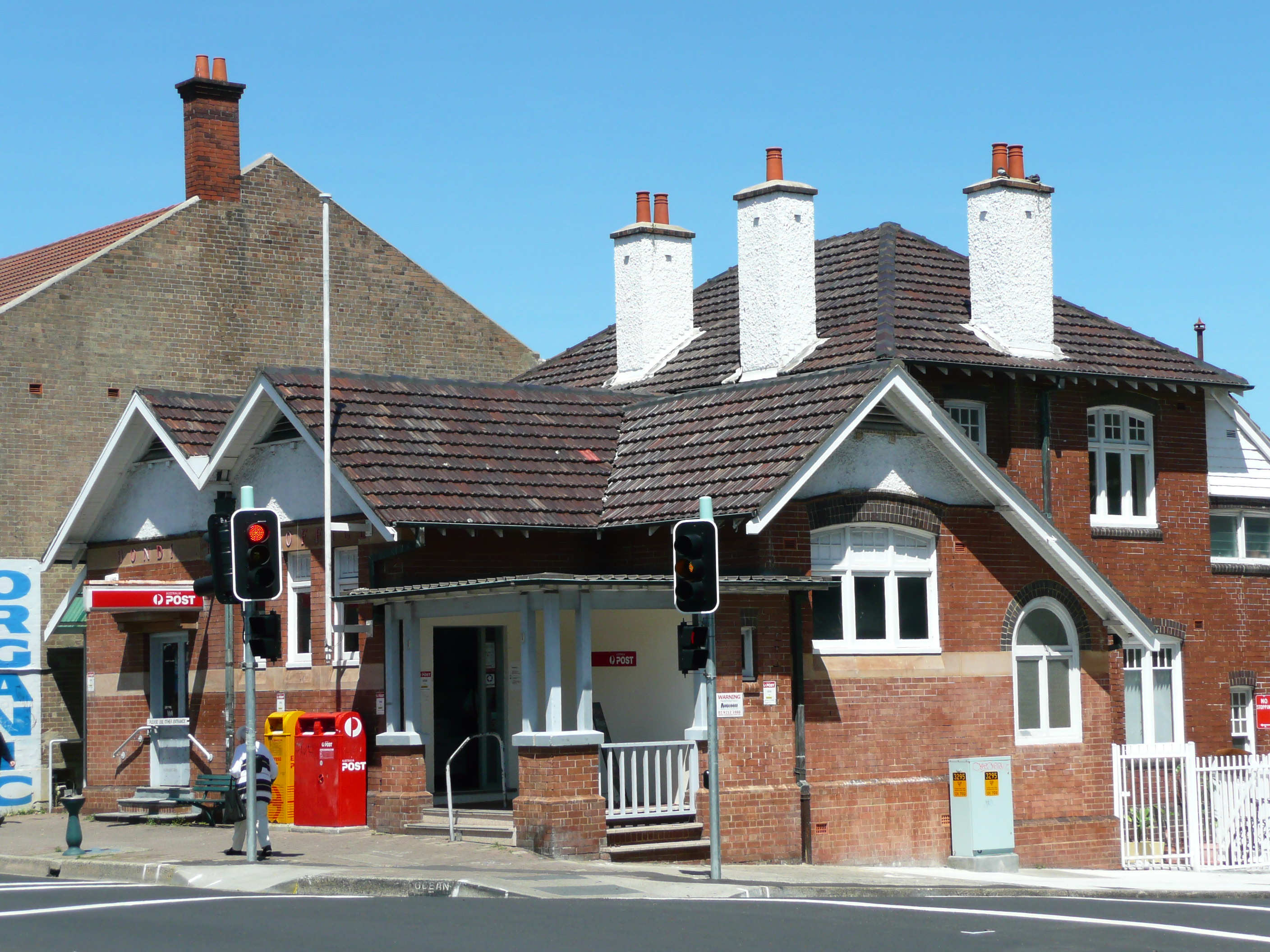
Bureau de poste de Bondi, Bondi Road, un exemple du style Arts and Crafts
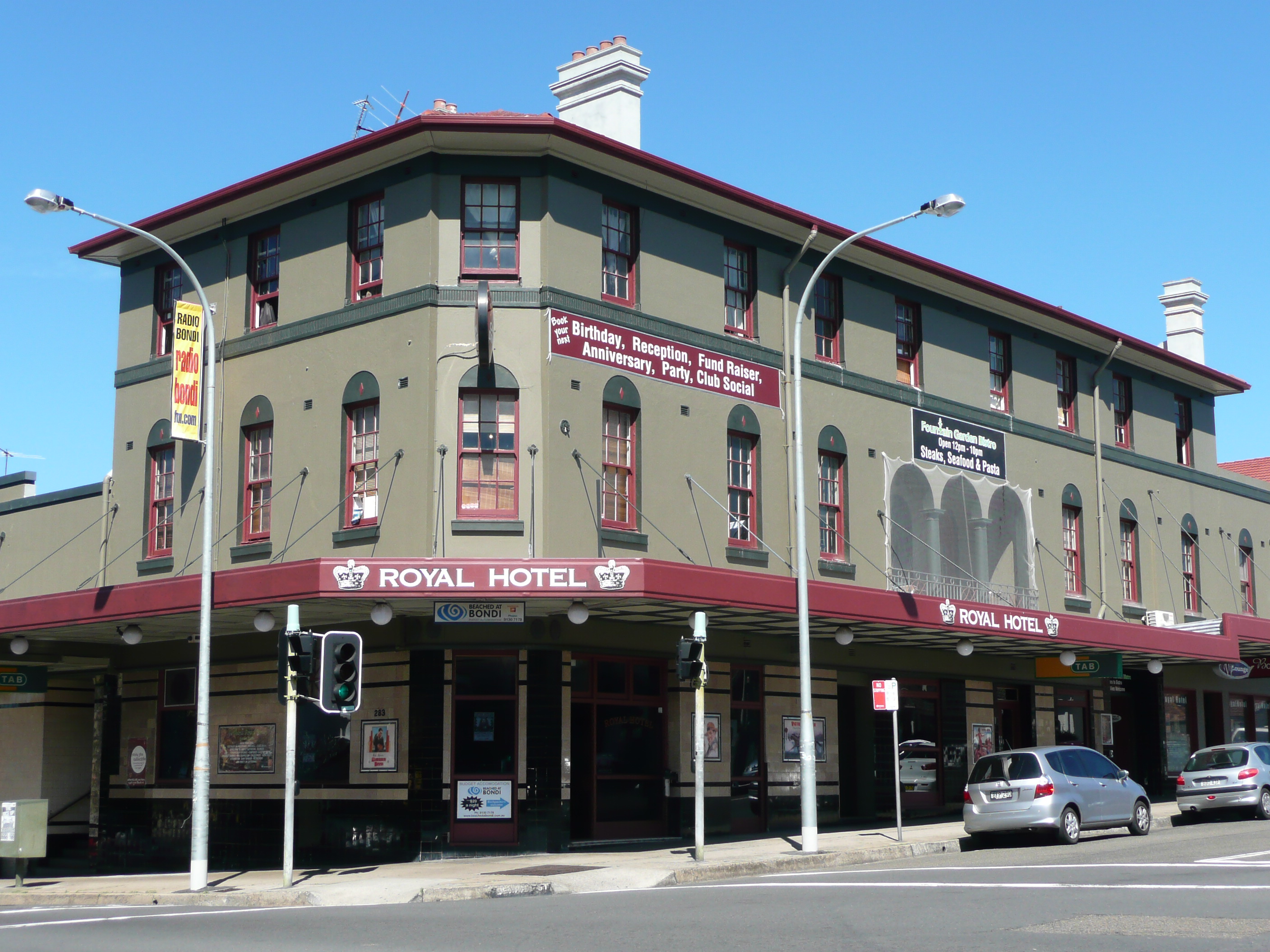
Royal Hotel, Bondi Road
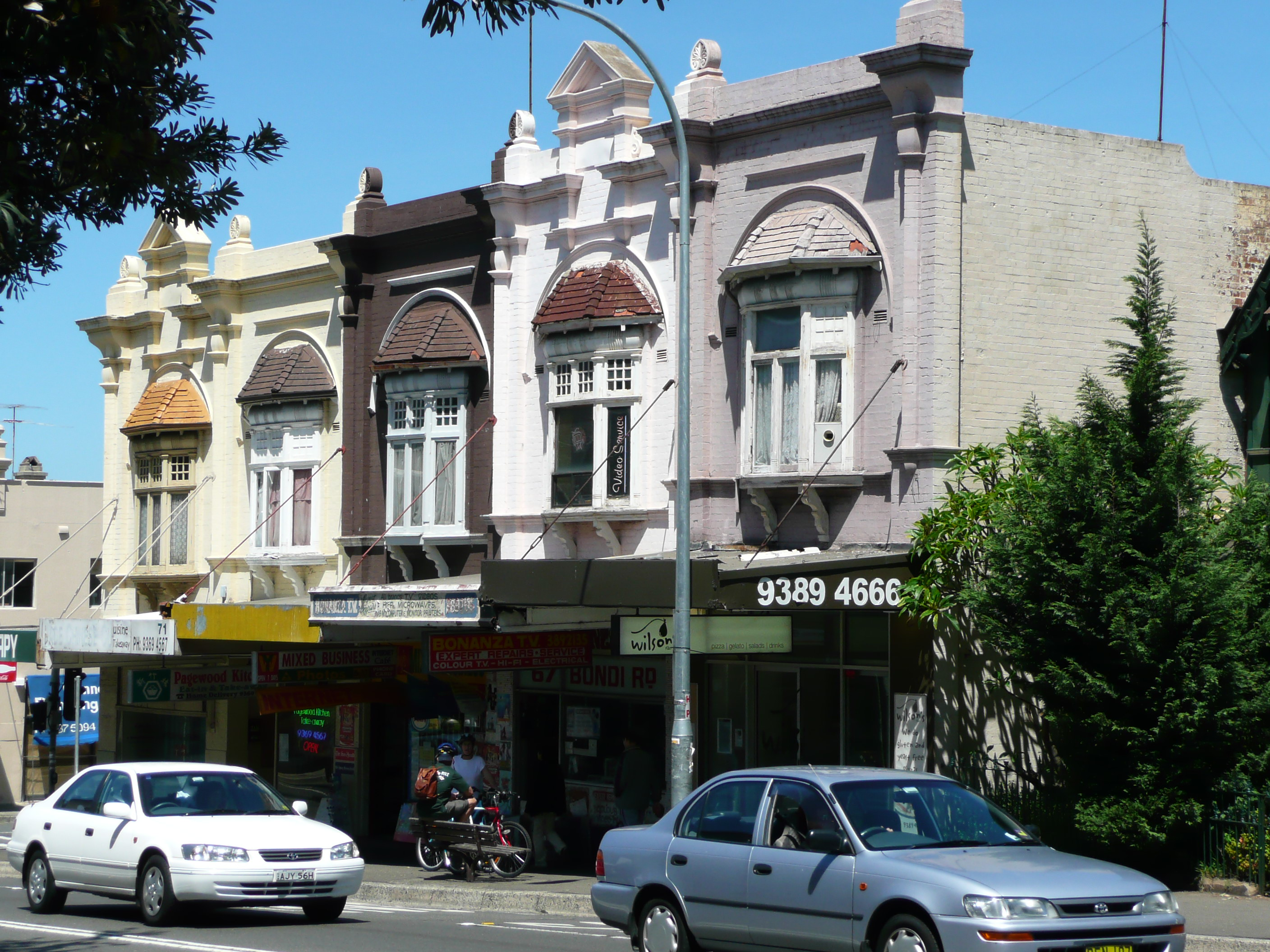
Commerces et habitations, Bondi Road
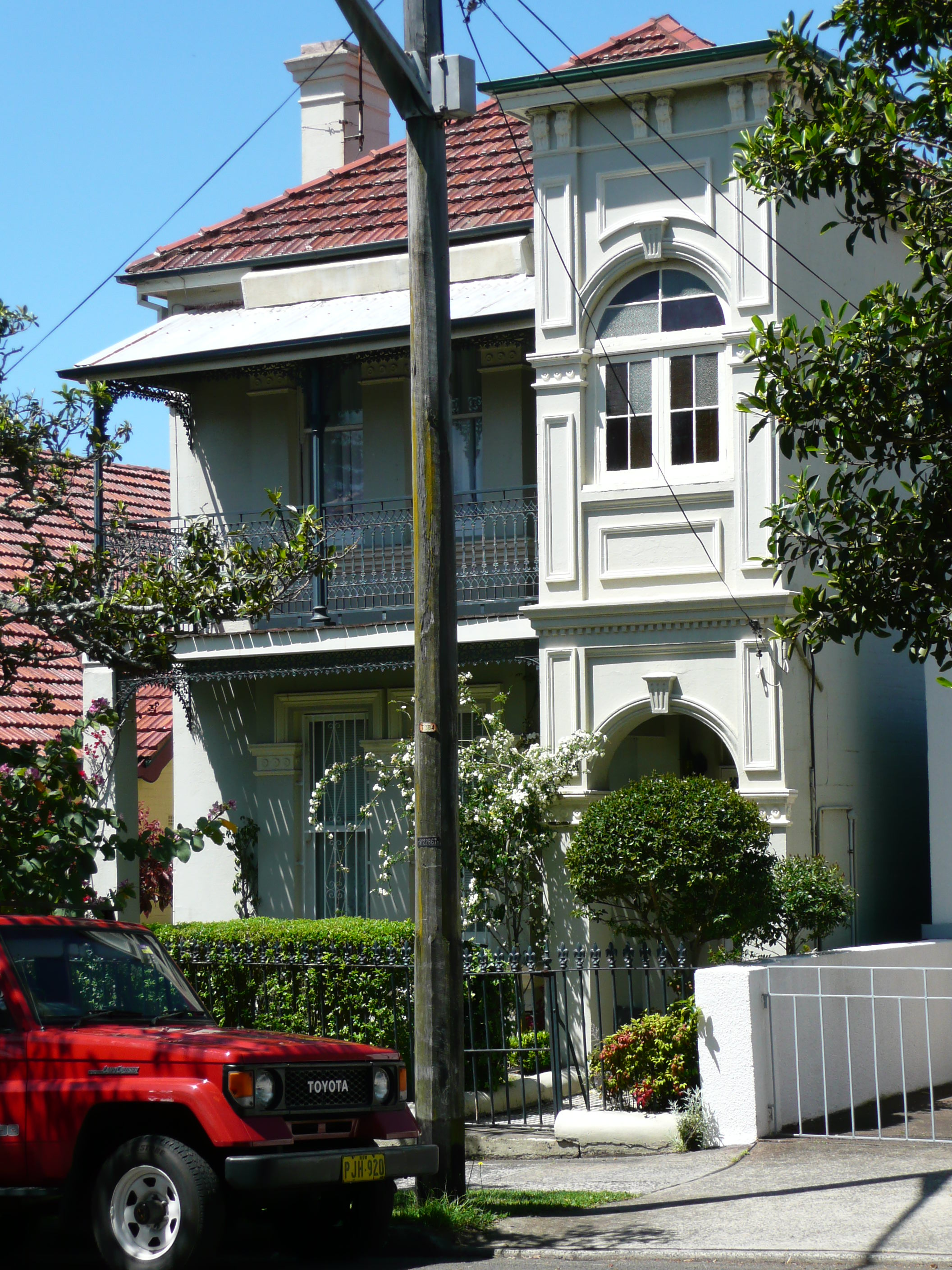
Maison victorienne italianisante, Bennet Street

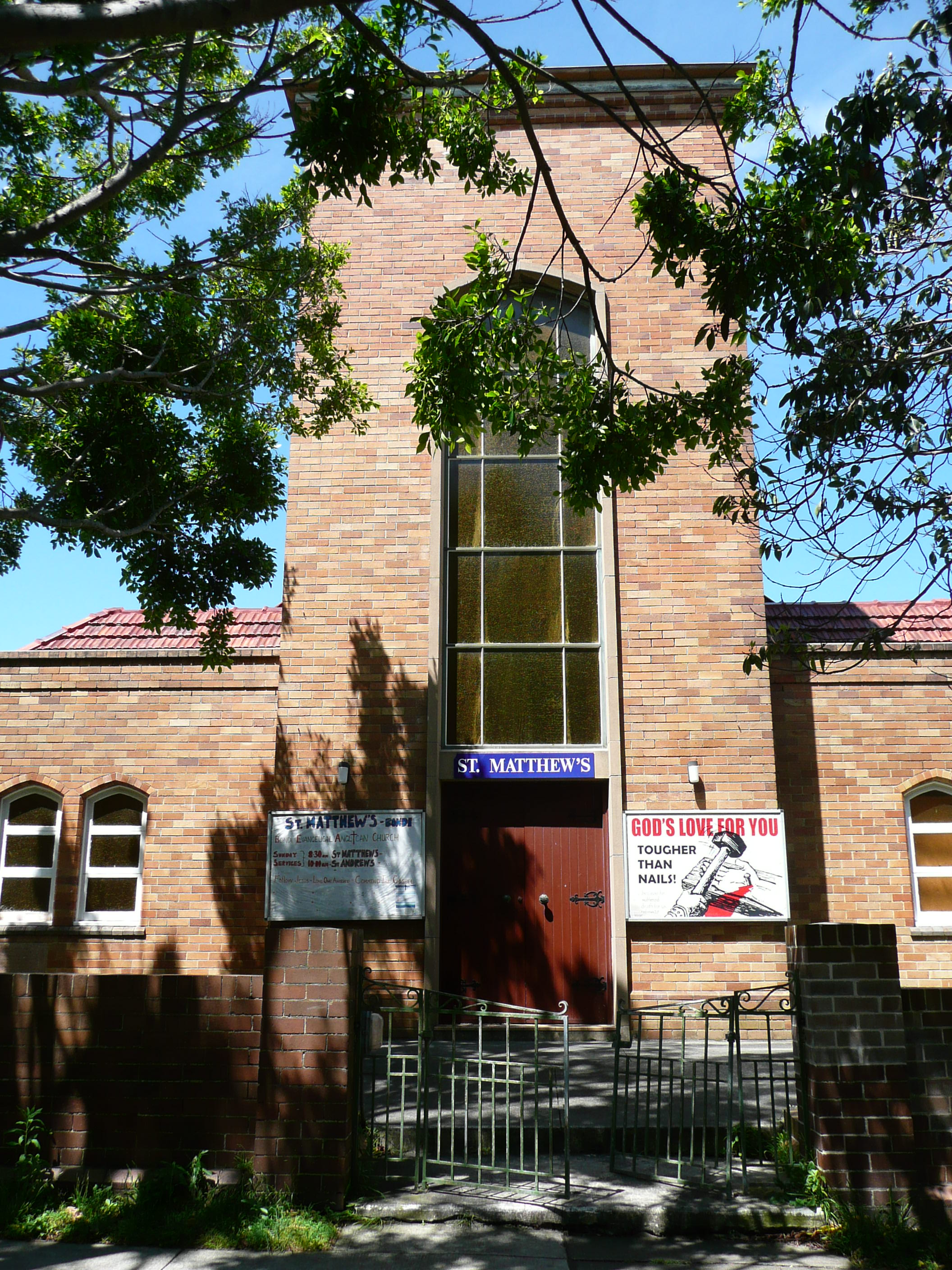
Église anglicane St Matthew, Ocean Street
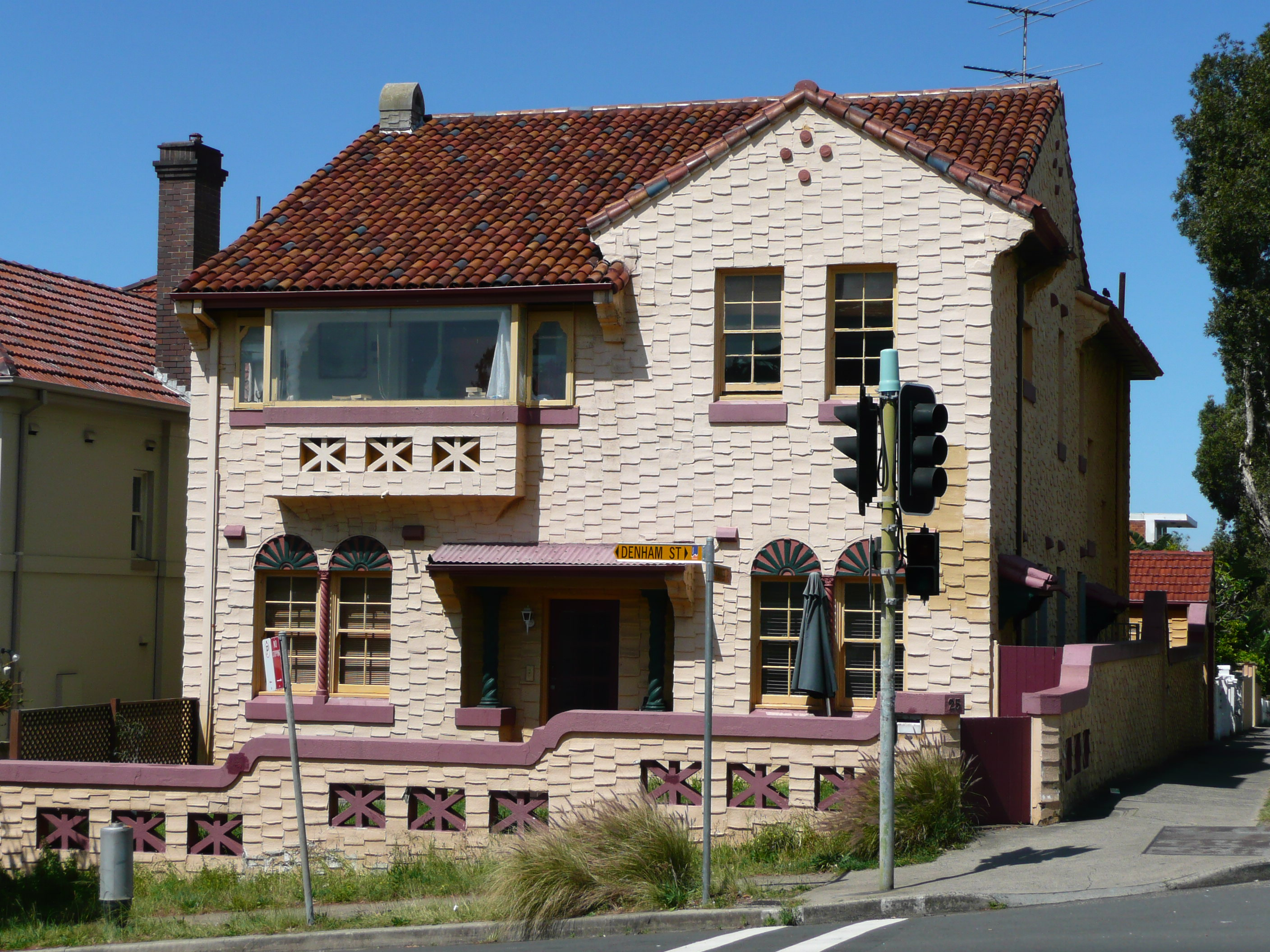
Immeuble résidentiel de style mission espagnole, Denham Street
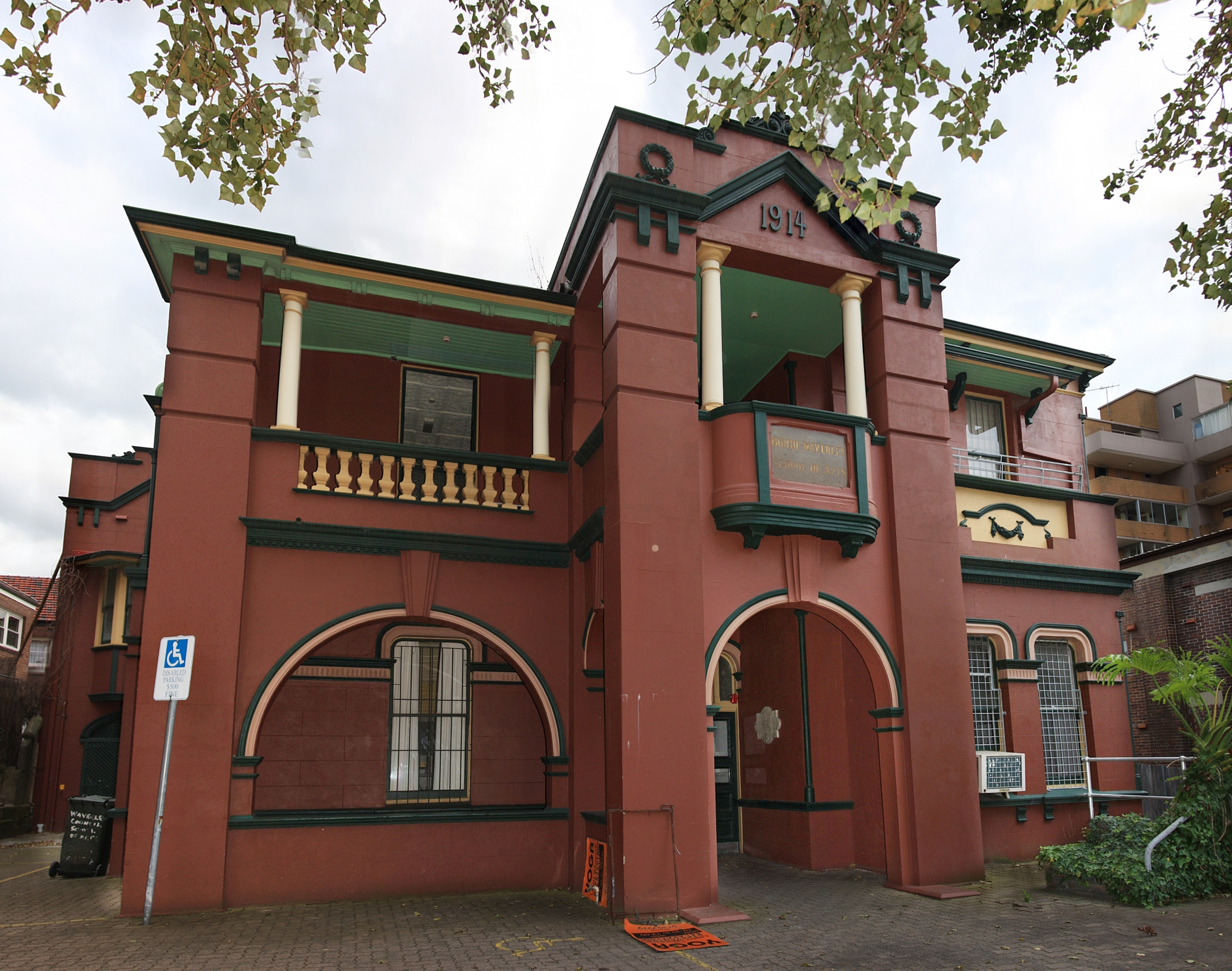
École d'arts de Bondi-Waverley, Bondi Road